# 西山清孝
西山 清孝（にしやま きよたか、1941年1月6日 - ）は、兵庫県出身の日本の俳優、殺陣師。身長165 cm。体重68 kg。東映京都撮影所所属。

## 略歴
20歳の時に東映の俳優募集のチラシを見て応募し、入社。23歳の頃に東映剣会に入り、現在は本山力、潮田由香里と共に役員を務めている。

## 人物
特技は殺陣。趣味はゴルフ、麻雀。

## 出演

### 映画
- 「懲役三兄弟」（1969年5月3日） - 子分
- 「傷だらけの人生 古いやつでござんす」（1972年1月22日） - 巡査
- 仁義なき戦いシリーズ
  - 「仁義なき戦い」（1973年1月13日） - 吉永進
  - 「仁義なき戦い 広島死闘篇」（1973年4月28日） - 竹原一家子分
  - 「仁義なき戦い 代理戦争」（1973年9月25日）
- 「女番長 玉突き遊び」（1974年10月19日） - 子分
- 「日本任侠道 激突篇」（1975年1月15日）
- 「暴走パニック 大激突」（1976年2月28日） - 喫茶店の客 / 神戸の銀行員 ※ノンクレジット
- 「冬の華」（1978年6月17日） - 中井組若衆
- 「赤穂城断絶」（1978年10月28日） - 近藤平八郎
- 「修羅の群れ」（1984年11月17日）
- 「社葬」（1989年6月10日）
- 「男たちの大和/YAMATO」（2005年12月17日）
- 「劇場版 仮面ライダーオーズ WONDERFUL 将軍と21のコアメダル｣(2011年8月6日） [4]
- 「武士の献立」（2013年、松竹）
- 「太秦ライムライト」（2014年、ティ・ジョイ）※ノンクレジット
- 「この国の空」（2015年、ファントム・フィルム）
- 「羊の木」（2018年、アスミック・エース）
- 「つぎとまります」（2024年）

### テレビドラマ

#### NHK
- 「大岡越前」第2話（2013年4月6日、NHK BSプレミアム）
- 「雲霧仁左衛門」第1話（2013年10月4日、NHK BSプレミアム）
- 「子連れ信兵衛2」最終話（2016年12月23日、NHK BSプレミアム）

#### 日本テレビ
- 「桃太郎侍」
  - 第34話「儚い恋の花いちもんめ」（1977年5月29日）
  - 第82話「泣くな妹兄貴はつらい」（1978年5月7日）
  - 第108話「流転の女に情の傘」（1978年11月5日）
  - 第123話「別れに泣いた信州路」（1979年2月25日）
  - 第205話「鬼より恐い母がいる」（1980年9月21日） - ゴロツキ
  - 第235話「海路はるばる喧嘩旅」（1981年4月26日）
  - 第249話「小判が消えた下総路」（1981年7月26日）
- 松平右近事件帳シリーズ
  - 「松平右近事件帳」
    - 第2話「花の吉原花魁殺し」（1982年4月4日） - 児玉
    - 第9話「ほおずきを噛む女」（1982年5月23日）
    - 第16話「残された赤ん坊」（1982年7月11日）

  - 「新・松平右近」
    - 第1話「稲荷小路に春が来た!」（1983年4月3日）
    - 第11話「命百両 闇の助け舟」（1983年6月22日）
    - 最終話「右近の旅立ち」（1983年9月4日）
- 長七郎江戸日記シリーズ
  - 「長七郎江戸日記 第1シリーズ」
    - 第2話「風流献上鷹始末」（1983年10月25日）
    - 第11話「風流浮世絵崩し」（1983年12月27日）
    - 第16話「仇討ち免許状」（1984年2月7日） - 藩士
    - 第30話「剣客有情」（1984年7月3日）
    - 第34話「佐渡に輝く星一つ」（1984年9月18日）
    - 第40話「望郷」（1984年11月20日）
    - スペシャル3「柳生の陰謀」（1984年12月25日）
    - 第58話「父娘のきずな」（1985年4月23日）
    - 第62話「ふたり玉三郎」（1985年5月21日）
    - 第93話「居残り宅兵衛」（1986年3月25日） - 堺
    - 第101話「頑張れ! おとう」（1986年6月17日）
    - 第112話「お嬢様、どこに?」（1986年11月4日）

  - 「長七郎江戸日記 第2シリーズ」
    - スペシャル1「千姫有情、母ありき」（1988年1月5日）
    - 第19話「妻こそ我が命」（1988年7月5日）
    - 第28話「ゆき暮れて母悲し」（1988年10月25日）
    - 第43話「弟よ、小蝶涙舞い」（1989年2月21日） - 滝山藩士

  - 「長七郎江戸日記 第3シリーズ」
    - 第16話「雪女は恋に死ぬ」（1991年2月12日） - 門番
    - 第19話「金十両が厄となる」（1991年3月5日） - 与吉
- 年末時代劇スペシャル
  - 「田原坂」前編（1987年12月30日） - 山口金次郎
  - 「五稜郭」後編（1988年12月31日） - 斥候
  - 「源義経」（1991年12月31日）
- 水曜グランドロマン「用心棒日月抄」（1989年5月10日）
- 八百八町夢日記シリーズ
  - 「八百八町夢日記 第1シリーズ」
    - 第21話「お人好し」（1990年3月27日）
    - 第23話「海が匂う客」（1990年5月1日）
    - 第27話「次郎吉捨身の反撃」（1990年7月3日） - 兵頭の用人
    - 第31話「夏の嵐」（1990年7月24日） - 同心

  - 「八百八町夢日記 第2シリーズ」
    - 第1話「偽りの花嫁」（1991年10月15日）
    - 第7話「灯明台の灯を守れ」（1991年11月26日）
- 「半七捕物帳」第1話（1992年10月13日）
- 「江戸の用心棒」
  - 第7話「哀れ! 結び文の謎」（1994年7月19日） - 供侍
  - 第12話「調子がよくてすねた奴」（1994年11月8日） - 奉行所の門番
  - 第23話「千両箱が消えていく」（1995年2月28日） - 同心
- 「ひらり又四郎危機一髪!」（1995年9月5日）
- 「さむらい探偵事件簿」第10話（1997年2月4日）
- 火曜サスペンス劇場「弁護士・高林鮎子」第27作（2000年8月29日）

#### TBS
- 水戸黄門シリーズ
  - 「水戸黄門 第1部」第10話「母恋い馬子唄 -松坂宿-」（1969年10月6日） - 目明し
  - 「水戸黄門 第2部」第18話「母子追分 -追分-」（1971年1月25日） - 子分
  - 「水戸黄門 第4部」
    - 第12話「なまはげ様のお通りだ! -秋田-」（1973年4月9日） - 石塚の部下
    - 第28話「庄助さんの娘 -会津若松-」（1973年7月30日） - 役人

  - 「水戸黄門 第5部」
    - 第10話「恋にかける天の橋立 -宮津-」（1974年6月3日） - 客
    - 第17話「酔いどれ用心棒 -松山-」（1974年7月29日） - 役人

  - 「水戸黄門 第7部」
    - 第14話「八兵衛殿様五万石 -横手-」（1976年8月23日） - 飯屋の客
    - 第15話「大見得きった偽黄門 -酒田-」（1976年8月30日） - 役人

  - 「水戸黄門 第8部」第2話「駕籠屋になった助さん格さん -川崎-」（1977年7月25日） - 駕籠岩の子分
  - 「水戸黄門 第9部」
    - 第7話「裁かれたジャジャ馬姫 -盛岡-」（1978年9月18日） - 門弟
    - 第14話「鈴に秘めた愛 -高田-」（1978年11月6日） - 役人
    - 第24話「弟思いの一番勝負 -川越-」（1979年1月15日） - 要助の近習

  - 「水戸黄門 第10部」
    - 第5話「鬼庄屋は黄門様に瓜二つ -沼津-」（1979年9月10日） - 頓兵衛の子分
    - 第11話「黄門様は呼びこみ日本一!! -四日市-」（1979年10月22日） - 南京長次一座の座員
    - 第25話「白いお髯の千里眼 -八王子-」（1980年2月4日） - 油屋の手下

  - 「水戸黄門 第11部」
    - 第10話「北の岬の仇討 -八戸-」（1980年10月20日） - 権三の子分
    - 第20話「出世を願った嫁いびり -行田-」（1980年12月29日） - 役人

  - 「水戸黄門 第12部」
    - 第15話「娘意気地の生一本 -柳井-」（1981年12月7日） - 万五郎の子分
    - 最終話「瞼の母娘にめぐる春 -江戸・水戸-」（1982年3月1日） - 子分

  - 「水戸黄門 第13部」最終話「六十余州は日本晴れ -鹿児島・水戸-」（1983年4月11日） - 日高ヤンボシ
  - 「水戸黄門 第14部」
    - 第17話「天下無敵の女棋士 -天童-」（1984年2月20日） - 藤兵衛の仔分
    - 第24話「偽黄門にされた黄門様 -高岡-」（1984年4月9日） - 男衆
    - 第32話「灘の庄助 なぜ酔っぱらう -灘-」（1984年6月4日） - 黒沢の配下

  - 「水戸黄門 第15部」
    - 第4話「悪計暴いた身代り花嫁 -大洲-」（1985年2月18日） - 百姓
    - 第6話「御存知 黄門一座の大芝居 -別府-」（1985年3月4日） - 宇佐美屋の子分
    - 第19話「父娘救った主君の鎧 -備中松山-」（1985年6月3日） - 藩士
    - 第20話「謎が渦巻く陰謀の宿 -米子-」（1985年6月10日） - 浪人
    - 第24話「女掏摸 弁天お京 -宮津-」（1985年7月8日） - 役人
    - 第35話「命を賭けた裏切り武士道 -高崎-」（1985年9月23日） - 藩士

  - 「水戸黄門 第16部」
    - 第14話「銃が知ってた血染めの罠 -彦根-」（1986年7月28日） - 役人
    - 第19話「泣く子にゃ勝てぬ悪企み -福井-」（1986年9月1日）
    - 第23話「涙で誓った盗っ人仁義 -長岡-」（1986年9月29日） - 侍
    - 第27話「陰謀暴いた男の友情 -久保田-」（1986年10月27日） - 役人
    - 第32話「剣が知ってた暗殺の罠 -仙台-」（1986年12月1日） - 伊達の配下　

  - 「水戸黄門 第17部」
    - 第1話「水戸黄門 -水戸・江戸-」（1987年8月24日） - 永井の家臣
    - 第15話「南国土佐のいごっそ女房 -琴平-」（1987年12月7日） - 刺客
    - 第21話「亡霊の正体見たり…」（1988年1月18日）
    - 第25話「	狙われた二人の黄門様」（1988年2月15日）
    - 最終話「旅の終わりの波瀾万丈」（1988年2月22日）

  - 「水戸黄門 第18部」
    - 第8話「泥棒夫婦の大予言」（1988年10月31日）
    - 第16話「嫁が救った唐津焼」（1988年12月26日）
    - 第23話「夢芝居!? 八兵衛の若旦那」（1989年2月20日）
    - 第29話「母恋し 涙の馬子唄」（1989年4月3日）

  - 「水戸黄門 第19部」
    - 第16話「鬼が巣喰う金の山」（1990年1月15日） - 羽木の用心棒
    - 第23話「謎の用心棒」（1990年3月5日） - 黒姫屋の用心棒
    - 第28話「占い名人 梅里先生」（1990年4月9日） - 友造の子分

  - 「水戸黄門 第20部」
    - 第20話「弥七を狙う女」（1991年3月25日） - 子分
    - 第24話「嫁の真心豊後竹人形」（1991年4月22日） - 中盆
    - 第25話「紫頭巾が悪を斬る」（1991年4月29日） - 子分
    - 第28話「孤剣に秘めた悲願」（1991年5月20日） - 藩士
    - 第45話「娘馬子仇討ち悲願」（1991年9月16日） - 仙造

  - 「水戸黄門 第21部」
    - 第3話「頑固比べで縁結び」（1992年4月20日） - 三造の子分
    - 第11話「姫君替玉大作戦」（1992年6月15日） - 中盆
    - 第16話「怨念渦巻く船幽霊」（1992年7月20日）
    - 第22話「仏の里の鬼退治」（1992年8月31日） - 重五郎の子分

  - 「水戸黄門 第22部」
    - 第5話「陰謀渦巻く大井川」（1993年6月14日）
    - 第9話「天狗に狙われた娘」（1993年7月12日）
    - 第20話「酔いどれ十手が悪を断つ」（1993年9月27日）
    - 第29話「世継ぎを狙う毒の罠」（1993年11月29日） - 役人

  - 「水戸黄門 第23部」
    - 第3話「泣き笑い 幽霊旅籠」（1994年8月15日）
    - 第9話「悪を裁いた偽黄門様」（1994年9月26日）
    - 第18話「闇夜に咲いた女義賊」（1994年12月5日） - 警護侍
    - 第24話「お銀に惚れた人形師」（1995年1月23日）
    - 第34話「狸がくれた赤ん坊」（1995年4月3日）

  - 「水戸黄門外伝 かげろう忍法帖」
    - 第8話「底なし沼に陥ちた悪」（1995年7月10日）
    - 第11話「非情の試し撃ち」（1995年7月31日）
    - 第13話「悪党共よ夢をみろ」（1995年8月14日）

  - 「水戸黄門 第24部」
    - 第4話「愛を引き裂く八丁味噌」（1995年10月9日） - 為次
    - 第9話「母を慕う馬子唄哀し」（1995年11月13日）
    - 第16話「瞼の父は悪の手先」（1996年1月8日） - 熊次
    - 第25話「天下の名医は敵持ち」（1996年3月11日） - 団蔵の子分
    - 第27話「一陽来復 米沢の春」（1996年4月1日）

  - 「水戸黄門 第25部」
    - 第11話「陰謀渦巻く淡路島」（1997年3月3日） - 浪人
    - 第18話「命を賭けた唐津焼」（1997年4月28日） - 役人
    - 第21話「かげろうお銀の涙」（1997年5月19日） - 藩士
    - 第29話「狙われた庄内小町」（1997年7月14日） - 梅崎
    - 第38話「民を救った男の信念」（1997年9月15日） - 役人

  - 「水戸黄門 第26部」
    - 第13話「夢を叶えた娘の悲願」（1998年5月11日） - 安造の子分
    - 第18話「格が救った石州半紙」（1998年6月15日） - 五郎蔵の子分

  - 「水戸黄門 第27部」
    - 第4話「こけしの里の鬼退治」（1999年4月12日） - 役人
    - 第12話「津軽の飴は友の味」（1999年6月7日） - 田代屋の番頭
    - 第18話「勘当された兄の真実」（1999年7月19日） - 寅
    - 第25話「娘飛脚はお姫様」（1999年9月6日） - 旅侍

  - 「水戸黄門 第28部
    - 第5話「母子涙の大井川」（2000年4月10日） - 武士
    - 第15話「狸になった若旦那」（2000年6月26日）
    - 第21話「意地と涙の人形芝居」（2000年8月7日） - 仙次

  - 「水戸黄門 第29部」第6話（2001年5月7日） - 矢崎正二郎
  - 「水戸黄門 第30部」第19話（2002年5月20日）
  - 「水戸黄門 第31部」
    - 第3話「清水湊の大勝負!」（2002年10月28日）
    - 第10話「ドカーンと一発悪退治」（2002年12月16日）
    - 第21話「黄門様と七化けのお京」（2003年3月17日） - 酒井主頭

  - 「水戸黄門 第35部」第10話（2005年12月12日）
  - 「水戸黄門 ナショナル劇場50周年記念特別企画スペシャル」（2006年3月13日）
  - 「水戸黄門 第37部」第16話（2007年7月23日）
  - 「水戸黄門 第39部」第3話（2008年10月27日） - 老下僕
  - 「水戸黄門 第40部」
    - 第3話「会津剣士、男の生きざま!	」（2009年8月10日）
    - 第11話「悪を一喝 世話焼き美人」（2009年10月19日）

  - 「水戸黄門 第41部」第6話（2010年5月17日） - 松庵
  - 「水戸黄門 第42部」第18話（2011年2月21日）
  - 「水戸黄門 第43部」第12話（2011年10月10日） - 鈴木
  - 「水戸黄門 第44部」第4話（2017年10月25日、BS-TBS） - 原庄左衛門
- 「隠密剣士」第9話（1973年12月2日） - 野盗
- 江戸を斬るシリーズ
  - 「江戸を斬る 梓右近隠密帳」
    - 第11話「小坊主剣客」（1973年12月3日） - 門番
    - 第20話「将軍家謀殺」（1974年2月11日） - 役人

  - 「江戸を斬るIII」
    - 第3話「金四郎の縁談」（1977年1月31日） - 浪人
    - 第19話「どじな兄貴の妹想い」（1977年5月23日） - 子分

  - 「江戸を斬るV」
    - 第7話「御用金奪還! 暁の追跡」（1980年3月31日） - 仁蔵の手下
    - 第10話「当り富札は殺しの番号」（1980年4月21日） - 矢場の男
    - 第19話「金太が落ちた恋地獄」（1980年6月23日） - 徳兵衛

  - 「江戸を斬るVII」
    - 第5話「潜入深川無法地帯」（1987年2月23日）
    - 第22話「襲われた御用金」（1987年6月22日）
    - 第29話「血染めの遠山桜」（1987年8月10日）

  - 「江戸を斬るVIII」
    - 第14話「女を狙う吸血剣」（1994年5月2日）
    - 第20話「父の敵は十手持ち」（1994年6月13日）
- 大岡越前シリーズ
  - 「大岡越前 第6部」第15話（1982年6月14日） - 富蔵
  - 「大岡越前 第7部」
    - 第21話「母は天下の御意見番」（1983年9月12日） - 陰供
    - 第22話「泥棒にされた御奉行様」（1983年9月19日） - 浪人

  - 「大岡越前 第8部」第2話・第23話（1984年7月23日・12月24日） - 南町同心
  - 「大岡越前 第9部」
    - 第13話「阿片暴いた鉄拳仁術」（1986年1月20日） - 玄堂の助手
    - 第14話「奉行に似ていた復讐鬼」（1986年1月27日） - 浪人

  - 「大岡越前 第10部」第2話（1988年3月7日）
  - 「大岡越前 第12部」第9話（1991年12月9日）
  - 「大岡越前 第13部」第18話（1993年3月15日） - 元橋才二郎
  - 「大岡越前 第14部」第6話（1996年7月22日）
  - 「大岡越前 第15部」
    - 第19話「花は知っていた」（1999年1月25日）
    - 第20話「裏切られた友情」（1999年2月1日）
- TBS大型時代劇スペシャル「徳川家康」（1988年1月1日）
- 「ねずみ小僧次郎吉 〜勢揃い菊五郎劇団世直し義賊大奥秘話〜」（1992年12月25日）
- 南町奉行事件帖 怒れ!求馬シリーズ
  - 「南町奉行事件帖 怒れ!求馬II」
    - 第3話「おれは用心棒」（1999年11月8日）
    - 最終話「すべてを賭けて守るもの」（2000年2月28日）

  - 「大江戸を駈ける!」第2話（2000年12月4日）

#### フジテレビ
- 「銭形平次」
  - 第51話「闇に消えた女」（1967年4月19日） - 侍
  - 第217話「金が敵」（1970年7月1日） - 若侍
  - 第370話「母子草」（1973年6月6日） - 手代
  - 第449話「蜜の罠」（1974年12月11日） - 長屋の男
  - 第505話「上方から来た男」（1976年1月21日） - 虎吉
  - 第515話「花と泥」（1976年12月8日） - 職人
  - 第675話「蛇の目傘の女」（1979年6月13日）
  - 第737話「大激流」（1980年10月1日）
  - 第777話「幽霊からの遺言状」（1981年8月5日）
  - 第886話「悲しき嘘」（1984年3月21日）
- 「眠狂四郎」
  - 第2話「女怨に剣が哭いた」（1972年10月10日）
  - 第18話「悲しみは闇に消えた」（1973年1月30日）
- 「二人の素浪人」
  - 第12話「対決! 仕込み刀殺法」（1972年11月18日）
  - 第17話「天竜に怨を流せ」（1972年12月23日）
- 「柳生一族の陰謀」第18話（1979年1月30日）
- 影の軍団シリーズ
  - 「服部半蔵 影の軍団」第22話（1980年8月26日）
  - 「影の軍団II」
    - 第1話「眼には眼を!」（1981年10月6日）
    - 第10話「幽霊が残した赤い椿」（1981年12月8日）
    - 第22話 「甲賀忍法・必殺の賭け」（1982年）

  - 「影の軍団III」
    - 第10話「死を呼ぶ子守唄」（1982年6月8日）
    - 第13話「女相続人の秘密」（1982年6月29日）

  - 「影の軍団IV」第4話（1985年4月23日）
- 時代劇スペシャル
  - 「清水次郎長」第3作（1982年4月30日）
  - 「隠密くずれ」第4作（1983年8月26日）
- 「大奥」
  - 第3話「陰謀の毒薬」（1983年4月19日）
  - 第8話「偽れる唇」（1983年5月24日）
  - 第30話「ある夜の美女軍団」（1983年10月25日） - 伊賀者
  - 第43話「愛と哀しみの聖母」（1984年1月31日）
  - 第46話「女盗賊の冒険」（1984年2月21日）
- 金曜女のドラマスペシャル → 金曜エンタテイメント → 金曜プレステージ → 金曜プレミアム
  - 「Wの悲劇 京都資産家殺人事件」（1986年6月20日）
  - 「京都女優シリーズ」第1作（1999年1月22日）
  - 「京都祇園芸妓シリーズ」第7作（2000年12月22日）
- 銭形平次シリーズ
  - 「銭形平次 第2シリーズ」第1話（1992年7月15日）
  - 「銭形平次 第4シリーズ」第1話（1994年7月27日）
  - 「銭形平次 第6シリーズ」第3話（1997年8月6日）
  - 「木枯し紋次郎」（2009年5月1日）
  - 「剣客商売」第2作（2013年12月27日） - 柿本伊作
  - 「松本清張スペシャル かげろう絵図」（2016年4月8日） - 島田又左衛門
- 隠密奉行朝比奈シリーズ
  - 「隠密奉行朝比奈 第1シリーズ」
    - 第3話「山形蔵王 世継ぎをさがせ」（1998年7月1日）
    - 第9話「近江路 遺書を運ぶ女」（1998年8月12日） - 橋本甚左衛門

  - 「隠密奉行朝比奈 第2シリーズ」第8話（1999年8月18日）
- 「大奥」第4話（2003年6月24日）

#### テレビ朝日
- 「天を斬る」（1969年10月6日 - 1970年3月30日）
- 「素浪人 花山大吉」第63話（1970年3月14日）
- 遠山の金さんシリーズ
  - 「遠山の金さん捕物帳」
    - 第17話「目にやきついた男」（1970年11月1日） - 白河藩士
    - 第132話「白州で歌った男」（1973年1月14日）
    - 第141話「孔子を裏切った男」（1973年3月18日）
    - 第147話「獄門台が招く女」（1973年4月29日）

  - 「ご存知遠山の金さん」
    - 第21話「頑張れニセ奉行」（1974年2月24日）
    - 第30話「私は人を殺した」（1974年4月28日）
    - 第46話「爆薬を抱いた男」（1974年8月18日）

  - 「ご存じ金さん捕物帳」
    - 第20話「北町奉行所を砲撃せよ」（1975年2月9日）
    - 最終話「桜吹雪が春を呼ぶ」（1975年3月30日）

  - 「遠山の金さん（杉良太郎主演）」
    - 「遠山の金さん 第1シリーズ」
      - 第1話「燃えろ桜吹雪」（1975年10月2日）
      - 第33話「五色の手鞠を離すな!!」（1976年5月20日）
      - 第75話「はるかな江戸の便り」（1977年3月17日）
      - 第92話「雷雨の中の女」（1977年7月28日）

    - 「遠山の金さん 第2シリーズ」第18話（1979年6月28日） - 見廻り同心

  - 「遠山の金さん（高橋英樹主演）」
    - 「遠山の金さん」
      - 第9話「大江戸最大の誘拐事件!」（1982年6月3日）
      - 第17話「花の侠客! 国定忠治江戸日記」（1982年7月29日）
      - 第22話「夕陽の渡世人! 子連れ旅でござんす」（1982年9月2日）
      - 第28話「手裏剣使いの女参上!」（1982年10月21日）
      - 第43話「おんな牢・般若彫りの女!」（1983年2月10日）
      - 第51話「夜霧のめぐり逢い・犯罪河岸の尼僧!」（1983年4月21日）
      - 第68話「夜霧の復讐! 傷だらけの母」（1983年9月1日）
      - 第73話「おんな牢秘話・二匹の女ねずみ小僧!」（1983年11月3日）
      - 第83話「悪魔が笑えば恐怖の幕があく!」（1984年1月26日）
      - 第95話「母恋いオルゴール・旅路の女!」（1984年5月10日）
      - 第101話「危険な潜入! 赤い殺意に燃えた女」（1984年6月21日）
      - 第110話「花の単身赴任・夢追い美女がかけた罠!」（1984年8月23日）
      - 第113話「炎の女用心棒! 黒猫のお銀」（1984年9月13日）
      - 第115話「愛か死か! 美しき女囚の脱走」（1984年9月27日）
      - 第125話「恋の迷路・黒い疑惑の名人戦!」（1984年12月27日）
      - 第137話「女子連れ旅・人の情けはいりませぬ!」（1985年4月18日）
      - 第153話「色男に騙された天下の美女!」（1985年8月22日）

    - 「遠山の金さんII」
      - 第15話「二人の男に愛された女!」（1986年2月4日）
      - 第22話「夜の美女軍団II 決闘編」（1986年4月8日）
      - 第30話「負けるが勝ち?!の金さん」（1986年6月17日）
      - 第35話「女賞金稼ぎ・陽炎のお仙!」（1986年7月22日）

  - 「名奉行 遠山の金さん」
    - 「名奉行 遠山の金さん 第1シリーズ」
      - 第5話「闇のおんな仕事人」（1988年5月19日） - 新助
      - 第7話「美女が恨みの刃」（1988年6月9日） - 住人

    - 「名奉行 遠山の金さん 第2シリーズ」
      - 第4話「暴かれた二つの顔の美人妻」（1989年6月15日） - やくざ
      - 第21話「消えた犯人を探せ! 助っ人は年上の女」（1989年11月16日） - 手代

    - 「名奉行 遠山の金さん 第3シリーズ」第5話（1990年8月23日） - 竜吉の子分
    - 「名奉行 遠山の金さん 第4シリーズ」
      - 第4話「占いを信じた女」（1991年11月28日） - 伊助
      - 第13話「貞女が毒婦になるとき」（1992年2月20日） - 伊之吉
      - 最終話「ニセ鼠小僧が覗いた完全犯罪」（1992年7月2日）
      - 「名奉行 遠山の金さん スペシャル6」（1992年9月24日） - 用心棒

    - 「名奉行 遠山の金さん 第5シリーズ」
      - 第6話「涙の仇討! 二度裏切られた女」（1993年4月29日） - 寄子
      - 第11話「公金を横領した武士の妻」（1993年6月24日） - 元高島藩士
      - 第20話「狙われた遠山奉行」（1993年9月9日）
      - 第26話「若年寄を救った女」（1993年11月11日） - 政五郎の子分

    - 「名奉行 遠山の金さん 第6シリーズ」第20話（1994年12月15日） - 小間物問屋
    - 「名奉行 遠山の金さん 第7シリーズ」第10話（1995年11月30日） - 役人
- 「長谷川伸シリーズ」第3話（1972年10月18日）
- 「次郎長三国志」第5話（1974年5月7日）
- 「人形佐七捕物帳」
  - 第1話「涙で咲いた愛の凧」（1977年4月9日） - 新三の配下
  - 第25話「喉笛を突く美女」（1977年10月22日） - 地廻り
- 暴れん坊将軍シリーズ
  - 「吉宗評判記 暴れん坊将軍」
    - 第1話「春一番! 江戸の明星」（1978年1月7日） - 町人
    - 第13話「嵐を呼んだ江戸土産」（1978年4月8日） - 役人
    - 第27話「柳生一族を斬る女」（1978年7月22日）
    - 第36話「天を欺く泣きぼくろ」（1978年10月21日） - 手代
    - 第64話「槍を持つ手に一番纏」（1979年5月12日） - 門番
    - 第86話「天下御免の大泥棒」（1979年11月10日） - 町人
    - 第130話「幼なじみは大奥の女」（1980年9月27日） - 番頭
    - 第159話「お仲成仏 灯籠ながし」（1981年5月9日） - 同心
    - 第173話「瀬戸のさざ波乙女波」（1981年8月22日） - 吾平
    - 第205話「春ふたたび! 夫婦簪」（1982年4月17日） - 飾耺

  - 「暴れん坊将軍II」
    - 第1話「一番神輿が俺を呼ぶ!」（1983年3月5日） - 徒目付
    - 第22話「十手を下さい お奉行様!」（1983年8月6日） - 同心
    - 第45話「いかさま奉行の鴨ネギ音頭!」（1984年1月28日） - 村人
    - 第53話「春に切ない夢芝居!」（1984年3月24日） - 浪人
    - 第60話「易者新さん 二万両の夢占い!」（1984年5月12日） - 倉田の家来
    - 第75話「そっくり新さん恋の仇討ち!」（1984年9月8日） - 同心
    - 第102話「質に入っため組の喧嘩!」（1985年4月13日） - 人足
    - 第118話「吉宗がまさか! 結婚詐欺!?」（1985年8月10日） - 耺人
    - 第132話「この世の憂さを呑む女!」（1985年12月14日） - 捕方
    - 第133話「散らすな、忠義の首一つ!」（1985年12月21日） - 中間
    - 第143話「倒産前夜の夫婦宣言!」（1986年3月8日） - 弥次馬
    - 第156話「庭番慕情、禁じられた恋の笛!」（1986年6月14日） - 河村
    - 第170話「め組が消えた異変街道!」（1986年10月11日） - 与力
    - 第179話「夢かるた、師走の謎唄!」（1986年12月27日） - 借金取り

  - 「暴れん坊将軍III」
    - 第1話「吉宗初暴れ! 少女涙の訴え状」（1988年1月9日） - 政吉
    - 第9話「炎に消えた女囚!」（1988年3月5日） - 牢役人
    - 第20話「さらわれたお葉」（1988年5月28日） - 藩士
    - 第30話「泣くな男だ! がまん坂」（1988年8月13日） - 茂助
    - 第47話「恋も思案のおてんば剣法」（1989年1月21日） - 岡っ引き
    - 第65話「『カ』の女の目安箱」（1989年6月10日） - 佐吉
    - 第80話「夫婦そば危機一髪!」（1989年10月21日） - 侍
    - 第91話「狙われた四人の目撃者!」（1990年1月20日） - 侍
    - 第92話「地獄で仏のおやこ唄」（1990年1月27日） - 呉服屋の番頭
    - 第110話「開眼! 涙の仇討」（1990年6月23日） - 番頭
    - 第121話「柔肌いのち、悲しき裏切り!」（1990年9月8日） - 番頭

  - 「暴れん坊将軍IV」
    - 第7話「もう一つの十手御用」（1991年5月25日） - 同心
    - 第18話「鬼を退治の夫婦饅頭」（1991年8月10日） - 番人
    - 第22話「吉宗、熱き心で掟破り!」（1991年9月7日） - 下役人
    - 第41話「土くれ愛妻武士道」（1992年1月25日） - 人足
    - 第59話「炎上! 銃口に立つ大岡越前!」（1992年5月30日） - 同心
    - 第72話「お見事、上様の恋指南!」（1992年9月5日） - 近習侍

  - 「暴れん坊将軍V」
    - 第5話「盗賊は炎の中に消えた」（1993年5月1日） - 番頭
    - 第9話「ろくでなし長屋殺人事件」（1993年6月5日） - 旗本
    - 第28話「子連れ芸者の挑戦」（1993年11月20日） - 役人
    - 第34話「潜入! いれずみ湯の風来坊」（1994年1月15日） - 同心

  - 「暴れん坊将軍VI」
    - 第1話「吉宗潜入! 謀略の城 偽将軍宣下を阻止せよ!」（1994年10月8日）
    - 第10話「おいらん高尾太夫の正夢」（1995年1月7日） - 岩村
    - 第12話「人情落語長屋」（1995年1月21日） - 同心
    - 第31話「愛と復讐の遠目鏡」（1995年7月8日） - 役人
    - 第41話「陽気な刺客」（1995年10月28日） - お花の父
    - 第48話「盗賊の娘」（1995年12月16日） - 医者

  - 「暴れん坊将軍VII」第14話（1996年12月7日） - 与力
  - 「暴れん坊将軍VIII」
    - 第3話「居酒屋の女の告白」（1997年8月16日） - 岩城屋番頭
    - 第9話「彼女を賭けた決闘!」（1997年11月15日） - 相模屋
    - 第18話「口づけが起こした波紋」（1998年2月7日） - 浜田屋

  - 「暴れん坊将軍IX」
    - 第1話「遊郭に仕掛けられた罠 吉宗VS闇将軍」（1998年11月7日） - 三国屋清兵衛
    - 第9話「疑惑の影 泣きぼくろの女」（1999年1月30日）
    - 第11話「しあわせにさせたい! 仕立てられたお世継ぎ」（1999年2月13日） - 商人
    - 第20話「燃え上がる恋の炎! 出世を捨てた若大名」（1999年5月6日）
    - 第25話「牢獄炎上! 暗闇に咲く地獄花」（1999年6月17日）
    - 第30話「旗本屋敷の秘密! 罠に落ちた子連れ医者」（1999年7月22日）
    - 第32話「母なればこそ 椿の花は知っていた」（1999年8月12日）
    - 第33話「辻斬り必殺剣の秘密!? 幻の御前試合」（1999年8月19日）

  - 「暴れん坊将軍X」
    - 第3話「禁じられた恋文! 罪深き女の一途な愛」
    - 第10話「鬼と呼ばれた女! 復讐の幼な子誘拐!!」
    - 第12話「一度死んだ私! 仕舞湯に入る女の秘密」
    - 第16話「顔の見えない逢瀬! 陰謀に利用された芸者の恋」
    - 第20話「火事で消えた三千両! め組の夫婦に流産の危機!!」 - 前田宗哲

  - 「暴れん坊将軍 800回新春スペシャル」（2001年1月11日）
  - 「暴れん坊将軍XI」
    - 第5話「爺が引退! 吉宗苦悩の決断」（2001年8月16日）
    - 第9話「命を賭けた献上刀」	（2001年9月13日）
    - 第11話「徳田新之助 殺人事件!!」	（2001年10月22日）
    - 第18話「吉宗、人生最悪の日!?」（2001年12月10日） - 夜鴉の竜造

  - 「暴れん坊将軍XII」第6話（2002年8月12日）
  - 「暴れん坊将軍スペシャル2008」（2008年12月29日）
  - 「新・暴れん坊将軍」（2025年1月4日）
- 「風鈴捕物帳」第12話（1979年1月25日）
- 「赤穂浪士」
  - 第2話「刃傷 松の大廊下」（1979年4月23日）
  - 第25話「吉良邸を探れ!」（1979年10月8日）
- 「長七郎天下ご免!」
  - 第9話「雪どけを待つ女」（1979年12月20日） - 半沢
  - 第35話「おかめが達磨に貰い泣き」（1980年7月3日） - 武士
  - 第48話「命みじかく三十両」（1980年10月23日） - 丑松
  - 第72話「父二人 江戸のつむじ風」（1981年5月14日） - 役人
  - 第112話「白狐に哭いた浪花武士」（1982年3月18日） - 御家人
- 「柳生あばれ旅」第7話（1980年11月25日）
- 「源九郎旅日記 葵の暴れん坊」
  - 第10話「つっぱり囃子の子守唄」（1982年7月10日） - 地廻り
  - 第21話「葉隠れは金魚侍と見つけたり!」（1982年10月2日） - 手代
- 土曜ワイド劇場
  - 「京都鞍馬殺人事件」（1986年2月8日）
  - 「ホゴカン 熱血保護司・村雨晃司の事件簿」（2013年8月31日） - 野口正巳
- 傑作時代劇「かるわざ剣法」（1987年4月30日）
- 「ご存知!旗本退屈男」第2作（1988年12月29日）
- 三匹が斬る!シリーズ
  - 「続・三匹が斬る!」
    - 第6話「御神水、飲んで飲まれて悪徳商売」（1989年1月19日）
    - 第14話「人質の、母娘が送る流人舟」（1989年3月23日）

  - 「続続・三匹が斬る!」
    - 第3話「酒と女と小判漬け、悪徳家老に大変身!」（1990年1月18日）
    - 第6話「母しぐれ、金が仇の地獄旅」（1990年2月15日）
    - 第14話「悪虐の、僧と添い寝の花一輪」（1990年5月10日）

  - 「また又・三匹が斬る!」
    - 第1話「姫君の、御毒見役三匹参上!」（1991年4月11日） - 廣島屋
    - 第13話「鬼っ子が母と慕うはいかさま女」（1991年8月8日）
    - 第18話「妖刀乱魔! 女の園で見た悪夢」（1991年9月19日）

  - 「新・三匹が斬る!」
    - 第6話「幸運の、汗かき阿弥陀が血を流す」（1992年9月10日） - 百姓
    - 第7話「座敷童子、見たか聞いたか百万両」（1992年9月17日） - 村雨の配下
    - 第15話「妖怪の、カッパ退治は美女と道づれ」（1992年12月17日） - 兵藤の配下
- 「藤田まことの丹下左膳」第1作（1990年8月16日）
- 「戦国最後の勝利者!徳川家康」（1992年1月3日）
- 将軍家光忍び旅シリーズ
  - 「将軍家光忍び旅」
    - 第8話「母恋い街道小さな目撃者」（1990年12月15日） - 大井
    - 第18話「茶碗一つで天領を狙う悪商人!」（1991年3月2日） - 中盆

  - 「将軍家光忍び旅II」
    - 第3話「憎しみの荒野に佇む女」（1992年10月17日） - 町人
    - 第8話「鬼の涙か? 木曽福島に光る水晶」（1992年12月5日） - 百姓
    - 第17話「絹の村、引き裂かれた夢」（1993年2月13日） - 文三
- 「将軍の隠密!影十八」第14話（1996年5月25日）
- 「快刀!夢一座七変化」
  - 第7話「呪いの師走ナマズ」（1996年12月12日）
  - 第14話「危機一髪! 吉原の遊女を救え」（1997年3月6日）
- 「舞妓さんは名探偵!」第5話（1999年5月13日）
- 「痛快!三匹のご隠居」第1話（1999年10月21日）
- 八丁堀の七人シリーズ
  - 「八丁堀の七人 第1シリーズ」最終話（2000年3月16日）
  - 「八丁堀の七人 第3シリーズ」第2話（2002年1月14日） - 上州屋
  - 「八丁堀の七人 第4シリーズ」最終話（2003年3月10日） - 北町与力
  - 「八丁堀の七人 第7シリーズ」第5話（2006年2月13日）
- おみやさんシリーズ
  - 「おみやさん 第1シリーズ」最終話（2002年7月18日）
  - 「おみやさん 第4シリーズ」第4話（2005年5月12日）
  - 「おみやさん 第6シリーズ」第1話（2008年10月16日） - 医師
  - 「おみやさん 第8シリーズ」第4話（2011年5月19日） - 骨董品店店主
  - 「おみやさん 第9シリーズ」第5話（2012年5月17日）
- 「天罰屋くれない 闇の始末帖」第1話・第8話（2003年4月21日・6月9日）
- 京都地検の女シリーズ
  - 「京都地検の女 第1シリーズ」第1話（2003年7月24日） - 医者
  - 「京都地検の女 第9シリーズ」第3話（2013年8月1日）
- 「子連れ狼 第二部」第9話（2003年9月8日）
- 銭形平次シリーズ
  - 「銭形平次 第1シリーズ」第9話・第10話（2004年6月7日・6月14日）
  - 「銭形平次 第2シリーズ」第6話（2005年8月22日）
- 「京都再婚旅行殺人事件」（2005年1月6日）
- 科捜研の女シリーズ
  - 「科捜研の女 Season6」第6話（2005年8月18日）
  - 「科捜研の女 Season10」第6話（2010年8月19日） - 杉村
  - 「科捜研の女 Season17」第5話（2017年11月16日） - 桐山藤郎 役
- 「女刑事みずき〜京都洛西署物語〜 1st SEASON」第4話（2005年11月17日）
- 「京都迷宮案内 第8シリーズ」第8話（2006年3月2日） - 先生
- 「八州廻り桑山十兵衛〜捕物控ぶらり旅」第3話（2007年5月15日）
- 「素浪人 月影兵庫」第7話（2007年9月4日）
- 「肉体の門」（2008年12月27日）
- 「メイド刑事」第3話（2009年7月10日） - 出資者
- 「鬼龍院花子の生涯」（2010年6月6日）
- 「みをつくし料理帖」第1作（2012年9月22日）
- 「刑事110キロ 第1シリーズ」最終話（2013年6月13日） - 高橋誠一
- 「最強のふたり〜京都府警 特別捜査班〜」第4話（2015年8月6日）
- 「遺留捜査 第6シーズン」第6話（2021年2月18日） - びわ湖近くの住人
- 「無用庵隠居修行」第8弾（2024年9月23日）

#### テレビ東京
- 「悪党狩り」
  - 第6話「般若の面が笑う時」（1980年11月12日）
  - 第11話「地獄に咲いた花」（1980年12月17日）
  - 第20話「続・仁義に生きた犬」（1981年2月25日）
- 12時間超ワイドドラマ → 新春ワイド時代劇
  - 「風雲 柳生武芸帳」（1985年1月2日） - 海江田次兵衛
  - 「徳川風雲録 八代将軍吉宗」（2008年1月2日） - 山村長太夫
  - 「柳生武芸帳」（2010年1月2日）
- あばれ八州御用旅シリーズ
  - 「あばれ八州御用旅 第3シリーズ」第5話（1992年8月14日）
  - 「あばれ八州御用旅 第4シリーズ」第3話（1994年4月22日）
- 「あばれ医者嵐山」第6話（1995年11月13日）
- 「密命 寒月霞斬り」第4話（2008年5月9日）
- 「刺客請負人 シーズン2」第7話（2008年9月5日）
- 「主水之助七番勝負〜徳川風雲録外伝〜」第5話（2008年11月17日） - 神島鉄斎 [5]

### 特撮
- 「仮面の忍者 赤影」第3話・第28話・第48話（1967年4月19日・10月11日・1968年2月28日、フジテレビ） - 下忍
- 「宇宙からのメッセージ・銀河大戦」（テレビ朝日）
  - 第17話「黄金の吸血姫」（1978年11月18日）
  - 第24話「大彗星ザタン出現」（1979年1月6日）

### その他
- 「探検バクモン」第41回「見参!ちょんまげハリウッド・天の巻」（2013年4月3日、NHK）